# Miminiska Lake
Der Miminiska Lake ist ein See an der Grenze von Thunder Bay und Kenora District im Norden der kanadischen Provinz Ontario.

## Lage
Der See liegt am Oberlauf des Albany River, welcher ihn von Westen nach Osten durchfließt. Der See liegt auf der Höhe von 301 m im Bereich des Kanadischen Schilds. Zentral im Miminiska Lake liegt die große Halbinsel Miminiska Peninsula, welche den See in ein westliches und ein östliches Becken gliedert. Im Süden sind diese miteinander verbunden. Im östlichen Becken liegt die Insel Miminiska Island. Neben dem Albany River speisen die Zuflüsse Troutfly Creek, Keezhik Creek und Ferguson Creek den See. Oberhalb des Miminiska Lake überwindet der Albany River die Snake Falls, abstrom liegen die Miminiska Falls. Dort schließt sich dann der See Petawanga Lake an.

## Seefauna
Der Miminiska Lake wird als abgelegenes Angelgewässer üblicherweise per Wasserflugzeug erreicht. Im See werden hauptsächlich Glasaugenbarsch und Hecht gefangen.